# Rory Donnelly
Ruaridhri Donnelly, detto Rory (Belfast, 18 febbraio 1992), è un calciatore nordirlandese, attaccante del Cliftonville.

## Palmarès

### Competizioni nazionali
- Coppa di Lega inglese: 1

Swansea City: 2012-2013